# Drużynowe mistrzostwa świata weteranów w speedrowerze
Drużynowe mistrzostwa świata weteranów w speedrowerze (ang. World Over 40s Team Cycle Speedway Championship) – turniej wyłaniający najlepszą reprezentację powyżej 40. roku życia w speedrowerze. Prowadzony jest przez Międzynarodową Federację Speedrowerową. Pierwsze mistrzostwa odbyły się w 2019 roku w Polsce.

## Medaliści
| Rok  | Miejsce | Złoto                                                                                           | Srebro                                                                             | Brąz                                                                                                   | Źr.   |
| ---- | ------- | ----------------------------------------------------------------------------------------------- | ---------------------------------------------------------------------------------- | --- | ----- |
| 2019 | Toruń   | Anglia · Dave Hemsley · Steve Harris · Craig Marchant · Norman Venson · Jason Ashford           | Australia · Brad Hoppo · Paul White · Warren Corbett · Rob Fleming · Rob Matthews  | Polska · Arkadiusz Słysz · Dominik Rycharski · Aleksander Zieliński · Maciej Pudliszewski · Marcin Puk | [ 1 ] |
| 2023 | Lefevre | Polska · Paweł Kozłowski · Tomasz Włodarczyk · Łukasz Nowacki · Łukasz Rajewski · Daniel Kubiak | Anglia · Gavin Wheeler · Craig Marchant · Jason Ashford · Steve Harris · Andy Yard | Australia · Matthew Gentle · Paul White · Daniel Pudney · Adam Haldenby · Brad Hoppo                   | [ 1 ] |

## Klasyfikacja medalowa

### Według państw/krajów
Stan po sezonie 2023
| Lp. | Państwo/Kraj | Złoto | Srebro | Brąz | Razem |
| --- | ------------ | ----- | ------ | ---- | ----- |
| 1.  | Anglia       | 1     | 1      | –    | 2     |
| 2.  | Polska       | 1     | –      | 1    | 2     |
| 3.  | Australia    | –     | 1      | 1    | 2     |

### Według zawodników
Stan po sezonie 2023
Tabela obejmuje pierwszą 10. najbardziej utytułowanych zawodników.
| Lp. | Zawodnik          | Państwo/Kraj | Lata      | Złoto | Srebro | Brąz | Razem |
| --- | ----------------- | ------------ | --------- | ----- | ------ | ---- | ----- |
| 1.  | Jason Ashford     | Anglia       | 2019–2023 | 1     | 1      | –    | 2     |
| 1.  | Steve Harris      | Anglia       | 2019–2023 | 1     | 1      | –    | 2     |
| 1.  | Craig Marchant    | Anglia       | 2019–2023 | 1     | 1      | –    | 2     |
| 4.  | Dave Hemsley      | Anglia       | 2019      | 1     | –      | –    | 1     |
| 4.  | Norman Venson     | Anglia       | 2019      | 1     | –      | –    | 1     |
| 4.  | Paweł Kozłowski   | Polska       | 2023      | 1     | –      | –    | 1     |
| 4.  | Daniel Kubiak     | Polska       | 2023      | 1     | –      | –    | 1     |
| 4.  | Łukasz Nowacki    | Polska       | 2023      | 1     | –      | –    | 1     |
| 4.  | Łukasz Rajewski   | Polska       | 2023      | 1     | –      | –    | 1     |
| 4.  | Tomasz Włodarczyk | Polska       | 2023      | 1     | –      | –    | 1     |